# Aaf (televisieserie)
Aaf is een Nederlandse comedyserie, die gebaseerd is op de Amerikaanse serie Roseanne. Het gaat over een familie met aan het hoofd van het gezin moeder Aaf en haar man Ton. Ze hebben drie puberende kinderen: twee dochters en één zoon. Het eerste seizoen telt twaalf afleveringen. Sinds 1 juli 2014 is het tweede seizoen te zien op video on demand bij Videoland, dat enkele maanden later eveneens wekelijks werd uitgezonden op RTL 4.

## Verhaal
Aaf is een lieve, maar strenge moeder, die samen met haar drie kinderen en haar man Ton in huis woont. De drie kinderen kunnen het (bijna) nooit met elkaar vinden en zetten de hele tent dan ook op z'n kop. Haar zus Jacky komt geregeld langs, tot grote ergernis van Ton. Samen met haar zus werkt ze in een telecombedrijf.

## Acteurs
| Acteur                 | Personage             | Seizoen     | Seizoen     |
| Acteur                 | Personage             | 1           | 2           |
| ---------------------- | --------------------- | ----------- | ----------- |
| Annet Malherbe         | Aaf Jansen            | Hoofdrol    | Hoofdrol    |
| Bas Keijzer            | Ton Jansen            | Hoofdrol    | Hoofdrol    |
| Lisa Zweerman          | Marie Jansen          | Hoofdrol    | Hoofdrol    |
| Mechteld Jungerius     | Jozefien Jansen       | Hoofdrol    | Hoofdrol    |
| Nick Geest             | Bennie Jansen         | Hoofdrol    | Hoofdrol    |
| Jelka van Houten       | Jacky                 | Hoofdrol    | Hoofdrol    |
| Raymonde de Kuyper     | Anita                 | Terugkerend | Terugkerend |
| Elsje Scherjon         | Moeder van Aaf        | Gastrol     | Gastrol     |
| Fred Goessens          | Henk, vader van Aaf   | Gastrol     | Gastrol     |
| Mouna Goeman Borgesius | Barvrouw Toos         | Gastrol     | Terugkerend |
| Peggy Sandaal          | Latisha               | Terugkerend |             |
| Steye van Dam          | Gerard                | Terugkerend |             |
| Hassan Slaby           | Farouk                | Terugkerend |             |
| Frits Lambrechts       | Ron, vader van Ton    | Gastrol     |             |
| Ria Eimers             | Trudy, moeder van Ton |             | Gastrol     |
| Ruben van der Meer     | Erwin                 |             | Terugkerend |

## Afleveringen

### Seizoen 1 (2013)
| Afl. | Code  | Titel                  | Uitzenddatum  | Kijkcijfers |
| ---- | ----- | ---------------------- | ------------- | ----------- |
| 1    | 01x01 | De reünie              | 16 maart 2013 | 1.472.000   |
| 2    | 01x02 | We zijn binnen         | 23 maart 2013 | 1.471.000   |
| 3    | 01x03 | Wat een nachtmerrie    | 30 maart 2013 | 1.394.000   |
| 4    | 01x04 | Ruzie in de tent       | 6 april 2013  | 1.209.000   |
| 5    | 01x05 | Boeren op het kwartier | 13 april 2013 | 1.095.000   |
| 6    | 01x06 | Lieve papa en mama     | 20 april 2013 | 1.212.000   |
| 7    | 01x07 | Overwerken             | 27 april 2013 | 1.304.000   |
| 8    | 01x08 | Vaderdag               | 4 mei 2013    | 613.000     |
| 9    | 01x09 | Verrassend bezoek      | 11 mei 2013   | 984.000     |
| 10   | 01x10 | De dood en zo          | 18 mei 2013   | 1.098.000   |
| 11   | 01x11 | Weer gedumpt           | 25 mei 2013   | 968.000     |
| 12   | 01x12 | De huwelijksreis       | 1 juni 2013   | 1.222.000   |

### Seizoen 2 (2014-2015)
| Afl. | Code  | Titel               | Uitzenddatum     | Kijkcijfers |
| ---- | ----- | ------------------- | ---------------- | ----------- |
| 13   | 02x01 | Poëzie              | 8 november 2014  | 1.136.000   |
| 14   | 02x02 | De blikken man      | 15 november 2014 | 899.000     |
| 15   | 02x03 | Klein zusje         | 22 november 2014 | 1.022.000   |
| 16   | 02x04 | Pas op, Jacky!      | 29 november 2014 | 1.049.000   |
| 17   | 02x05 | Nog eentje dan      | 6 december 2014  | 1.090.000   |
| 18   | 02x06 | Komt allen tezamen  | 13 december 2014 | 992.000     |
| 19   | 02x07 | Met hart en ziel    | 20 december 2014 | 1.197.000   |
| 20   | 02x08 | Ja ik wil misschien | 10 januari 2015  | 1.050.000   |
| 21   | 02x09 | Doodzwijgen         | 17 januari 2015  | 980.000     |
| 22   | 02x10 | Vrouw zoekt Ton     | 24 januari 2015  | 1.093.000   |

## Dvd's
Beide seizoenen zijn apart op dvd uitgebracht. In mei 2015 verscheen een dvd-box met vier dvd's van de twee seizoenen. 